# زيناليون
زيناليون أو الجيل الضائع (بالإنجليزية: Xennials)‏، مصطلح يطلق على الجيل الذي ولد بعد الجيل x (جيل ما قبل تكنولوجيا المعلومات) و جيل الألفية (الجيل الذين ولدوا خلال عصر تكنولوجيا المعلومات). و تطلق عادةً على الجيل المولود بين نهاية السبعينات و بداية الثمانينات. ظهرت هذه الكلمة بشكل رسمي في قاموس اوكسفورد عام 2021.

## أصل الكلمة
كلمة زيناليون مشتقة من الكلمة الإنجليزية Xennials و هي مزج بين كلمتي Generation X التي تعني الجيل أكس وMillennials و التي تعني جيل الألفية. و أول من صاغ هذه الكلمة هي الكاتبة سارة ستانكورب في مقالة من جزأين ،في سبتمبر 2014 في مجلة GOOD. حيث وصفت هذه المجلة جيل الزيناليون بأنه "جيل صغير يعمل كجسر بين استياء الجيل X والتفاؤل المبهج لجيل الألفية".

## صفات الجيل
وجد باحثون من جامعة آيندهوفن للتكنولوجيا أنه ليس كل من ينتمي إلى جيل مميز يشترك مع نظرائه في الصفات التي تمثل ذلك الجيل. قد يكون لدى الأشخاص الذين يولدون بين جيلين مختلفين في الأفكار خصائص متداخلة مرتبطة بكليهما. يُطلق على هذا المفهوم اسم "ضبابية الأجيال".
و يعد جيل الزناليون جيلاً صغيراً و يصنف أحياناً على إنه "نتوء جيلي" و النتوء الجيلي في نظرية الأجيال هو مجموعة الأفراد الذين يولدون بين جيلين. و هذا التداخل يخلق جيلًا وسطياً صغيراً يسد الفجوة بين "الأجيال الكبرى".
 وصفت آنا غارفي الأمريكيين من هذا الجيل بأنهم مروا بـ " مراهقة AOL و هي شركة خدمات تصفح إنترنت شهيرة "  وبأنهم  " بلغوا قبل إنتشار إرسال الرسائل الجنسية والتشهير عبر فيسبوك بقليل". وصف داستن مونك من صحيفة ديكنسون برس أولئك الذين ولدوا في أوائل الثمانينيات بأنهم بلغوا سن الرشد المبكرة بسبب تأثير بأحداث 11 سبتمبر / أيلول وحرب العراق.